# ユーコ・スミダ・ジャクソン
ユーコ・スミダ・ジャクソン（Yuko Sumida Jackson、1966年8月5日 – ）は、熊本県生まれの日本のダンサー、ダンス、またアウェークニングの考案者である。

## 人物
渡米前
熊本県熊本市（現・熊本市中央区）出身。小学5年生のとき母親と観に行った宝塚歌劇団の舞台に衝撃を受けバレエを始める。高校3年生のときにファッションデザイナー・山本寛斎のショーのオーディションに合格したのをきっかけに上京し、東京とニューヨークでダンスに磨きをかけ24歳のときにロサンゼルスに移住する。
渡米後
1992年マイケル・ジャクソンのDangerous World Tourのオーディションに応募し合格者1人という超難関を勝ち抜き、バックダンサーとして世界を回った。マイケルの他にベイビーフェイスのワールドツアーに女性初のバックダンサーとして参加した。マイケル・ジャクソンの「BLACK OR WHITE」のPVやポーラ・アブドゥル、プリンス等のPVや米テレビ番組などにも出演。モデルとしてパリ・コレクションの出演経験があり、ダンスカンパニーEVIDENCE に所属中、NY大学で講師の経験もある。イタリア、アメリカ、日本のTVショーや国内外のCMにも出演。
2000年に死去した元映画プロデューサー、MOTOWN RECORDS のCEOジョージ・ジャクソンの妻で、一児の母。
自ら考案したダンスとヨガと格闘技運動の要素をミックスさせたというトレーニング法「アウェークニング」などが体験できるスタジオ、AwakeningSpace主宰。他劇団四季でアウェークニングの指導を行っている。スポーツカジュアルウェアブランド、Yuko Sumida Jackson のデザイナーでもある。

## 振付
- 久保田利伸
- ナラダ・マイケル・ウォルデン
- 今井翼
- おはガール
- 黒沢薫（ゴスペラーズ）
- マイケル・ジャクソン (improvisation)

## CM振付
- ほっかほっか亭（2009年）
- キャセイ航空
- IBM
- グンゼ
- panasonic
- PARCO
- POLA ERGERE
- CHRYSLER
- REVLON
- LA TIMES

## 番組
- 毎日放送「知っとこ!」
- TBSテレビ「オレたち!クイズMAN」
- 日本テレビ「スッキリ!!」
- 日本テレビ「ナイナイサイズ!」
- J-WAVE「東京コンシェルジュ」（2010年1月3日）
- 文化放送「センパツ!」（2009年12月24日）
- テレビ東京『ソロモン流』（2010年3月28日）
- TBSテレビ「ウンナンのラフな感じで。」（2010年4月29日）
- 日本テレビ「ぶらり途中下車の旅」
- テレビ東京「おはスタ」
- TBSテレビ「女子アナの罰」（2012年11月2日）

## 著作
- ユーコ・スミダ・ジャクソン アウェークニング エクササイズ DVD（2006年）
- ヨガを超えた『アウェークニング』なら憧れボディが手に入る! : 1日5分・自宅で楽しくダイエット（リットーミュージック、2008年） ISBN 978-4-8456-1512-4
- アウェークニング : 体のコアを覚醒させて脂肪を燃やせ!（角川SSコミュニケーションズ、2008年） ISBN 978-4-8275-4370-4
- ヨガを超えた「アウェークニング」なら無敵のボディが手に入る! : 羨望ボディを、ダンスでゲット!（リットーミュージック、2009年） ISBN 978-4-8456-1664-0
- JACKSON : マイケル・ジャクソンと踊った唯一の日本人ダンサーの物語（PHP研究所、2011年） ISBN 978-4-569-79780-9
- Sカーブ・ダイエット : かんたんストレッチでメリハリ美痩身を目指す!（リットーミュージック、2012年） ISBN 978-4-8456-2101-9